# 爆薬ラット
爆薬ラット（ばくやくラット、英語：Explosive rat, または Rat bomb）とは、第二次世界大戦中にイギリスの特殊作戦執行部 (SOE) が対ドイツ戦に投入するために開発した兵器である。ラットの死骸から内臓を取り除き、プラスチック爆薬を充填したもので、ドイツのボイラー室周辺に散布する計画だった。ラットの死骸をボイラーの炉で焼却した際に爆発し、ボイラーの爆発を引き起こすことが期待された。
爆薬ラットは最初の輸送分がドイツに奪取され、実際に使用されることはなかった。しかしドイツ軍は同種の罠が他にも仕掛けられていないか調査を余儀なくされたため、SOEは作戦は成功だったと結論している。

## 開発
第二次世界大戦中、SOEは医学実験用に約100匹の齧歯類を調達した。これらの齧歯類は殺されたあとプラスチック爆薬が内部に縫いこまれた。
このアイデアは1941年に生まれたもので、機関車や工場・発電所などのボイラー室周辺にラットの死骸があった場合、ボイラーを管理する火手はこれを見つけて炉に投入して処分するであろう、という理屈に基づいている。ラットに充填できる炸薬の量は限られるが、高圧のボイラーに穴を空けることで破滅的なボイラー爆発を招く可能性があった。爆薬ラットには遅延信管を用いることも考えられた。

## 運用
爆薬ラットは最初の輸送分はドイツに回収されてしまい、SOEの計画は失敗した。ドイツ軍は軍事学校でこのラットを展示し、他にも同様のラットが仕掛けられていないか調査を行った。SOEは「彼らに起こされた問題は、実際にラットが使用された場合に比べ、我々にとってより大きな成功といえるものだった」と結論付けている。